# Kyra Carusa
Kyra Carusa, née le 14 novembre 1995 à San Diego, Californie aux États-Unis, est une footballeuse internationale irlandaise. Elle joue au poste d'attaquante dans le championnat anglais. Elle est internationale irlandaise depuis 2020 après avoir été sélectionnée dans les équipes américaines de jeunes.

## Biographie

### Carrière en club
Kyra Carusa nait le 14 novembre 1995 à San Diego, Californie aux États-Unis. Elle intègre les structures de formation des universités américaines. Elle fait ses études à Stanford et joue au sein du Cardinal de Stanford de 2014 à 2019. Elle est ensuite inscrite à l'université de Georgetown où elle joue pour les Hoyas de Georgetown. En 2019, la National Women's Soccer League la drafte en 19e position pour le Sky Blue FC à New York mais elle n'y joue pas, préférant se lancer dans une carrière européenne.
En avril 2019, elle arrive chez les Françaises du Havre pour la fin de saison de deuxième division. Elle y dispute trois matchs et marque quatre buts. Elle s'en va alors au Danemark. Elle s'engage au HB Køge où elle reste deux saisons et demie. Elle y remporte deux titres de championne du Danemark et se classe meilleure buteuse du championnat pour la saison 2020-2021 avec 18 buts.
En février 2023, elle rejoint Londres et signe avec les London City Lionesses où elle récupère la place laissée libre par une autre internationale irlandaise, Rianna Jarrett.
Après la coupe du monde 2023 en Australie, Kyra Carusa annonce son engagement auprès du club de sa ville natale, le San Diego Wave.

### En équipe nationale
Née aux États-Unis, sa nationalité américaine lui permet d'être repérée par les instances fédérales. Elle est sélectionnée en équipe nationale des moins de 23 ans. Mais son ascendance irlandaise, plusieurs de ses grands-parents étant nés en Irlande, attire aussi l'attention de la fédération irlandaise. Alors qu'elle réussit ses saisons au Danemark, la FAI lui propose d'intégrer l'équipe nationale irlandaise. Vera Pauw l'intègre à la sélection à l'occasion des éliminatoires de l'Euro 2021.
En juillet 2023, elle est sélectionnée dans l'équipe nationale irlandaise qui s'apprête à disputer sa toute première phase finale d'une compétition internationale, la Coupe du monde 2023 en Australie et Nouvelle-Zélande.
| N°. | Date              | Lieu                              | Opposition      | Score | Résultat | Compétition                 |
| --- | ----------------- | --------------------------------- | --------------- | ----- | -------- | --------------------------- |
| 1   | 30 novembre 2021  | Tallaght Stadium, Dublin          | Géorgie         | 2-0   | 11-0     | Elim. Coupe du monde 2023   |
| 2   | 14 novembre 2022  | Marbella Football Center, Espagne | Maroc           | 4-0   | 4-0      | Match amical                |
| 3   | 23 septembre 2023 | Aviva Stadium, Dublin             | Irlande du Nord | 2-0   | 3-0      | Ligue des nations 2023-2024 |
| 4   | 26 septembre 2023 | Stade Nándor-Hidegkuti, Budapest  | Hongrie         | 3-0   | 4-0      | Ligue des nations 2023-2024 |
| 5   | 27 octobre 2023   | Tallaght Stadium, Dublin          | Albanie         | 3-1   | 5-1      | Ligue des nations 2023-2024 |
| 6   | 27 octobre 2023   | Tallaght Stadium, Dublin          | Albanie         | 4-1   | 5-1      | Ligue des nations 2023-2024 |
| 7   | 25 octobre 2024   | Stade Mikheil-Meskhi, Tbilissi    | Géorgie         | 2-0   | 6-0      | Barrages élim. Euro 2025    |
| 8   | 29 octobre 2024   | Tallaght Stadium, Dublin          | Géorgie         | 2-0   | 3-0      | Barrages élim. Euro 2025    |

## Palmarès
- Championnat du Danemark
  - Vainqueur en 2020-2021 et 2021-2022 avec le HB Køge
  - Meilleure buteuse du championnat 2020-2021 avec 18 buts.